# Postřižín
Postřižín település Csehországban, a Mělníki járásban. Postřižín Úžice, Odolena Voda, Máslovice, Kozomín, Vodochody és Zlončice településekkel határos. Lakosainak száma 1950 fő (2024. január 1.).

## Népesség
A település lakosságának változását az alábbi diagram mutatja:
| Lakosok száma | 333  | 388  | 369  | 377  | 410  | 904  | 1009 | 1286 | 1817 | 1950 |
|               | 1869 | 1900 | 1921 | 1961 | 1980 | 2011 | 2016 | 2019 | 2021 | 2024 |